# 明牌
明牌，臺灣名詞，指彩券開獎前，媒體或「消息靈通人士」甚至通靈人士預測的中獎號碼。

## 緣起
1980年代中葉，大家樂開始在中臺灣流行，主要對獎根據係愛國獎券普獎。由於當時愛國獎券開獎並不公開，很多人認為中獎號碼可能事先預知，因此很多所謂「消息靈通人士」都會自稱擁有明牌，甚至高價賣出，事實上顯然均為虛構。為提升公信力，愛國獎券先改公開開獎，無效後，取消普獎，最後政府乾脆停止販售愛國獎券。

## 發展
愛國獎券停止發售後，大家樂組頭改以香港六合彩為對獎根據，但明牌之風卻沒有因此斷絕。此時期通靈人士成為主要出明牌的來源，甚至有大家樂迷前往各民間廟宇燒香求明牌，萬一未中獎（稱為槓龜），大家樂迷動輒毀損神像以為報復。當時最受大家樂迷歡迎的廟宇包括大臺北的北海岸的石門十八王公廟、土城大墓公廟、古亭地府陰公廟、石碇姑娘廟、高雄苓雅區的聖公媽廟，以及位於新店區，祭拜台灣第一個銀行搶犯李師科的無天寺等。相傳適合到有應公廟求明牌，不能到一般神靈的廟宇，尤其是關帝廟（例如行天宮）求明牌，因為正神都厭惡賭博，尤其剛正不阿的關公。

## 現況
雖然公益彩券逐漸取代了大家樂的地位，但明牌之風仍無衰退跡象。很多媒體在社會案件發生時，動輒起哄，宣稱與時事相連結的號碼：時事牌必然中獎，（例如林益世案爆發後，三星彩竟然開出「0、1、4」，諧音即林益世），但很少兌現。另外，公益彩券發展初期，中獎號碼連續數期均有39號，也有好事者宣稱公益彩券造假，但39號不再連續中獎後，此說法也銷聲匿跡。

## 引申
股市交易中，部分消息靈通人士了解公司內部營運狀況並以耳語告知近親，亦稱為明牌。